# Allegany County (New York)
Allegany County ist ein County im Bundesstaat New York der Vereinigten Staaten. Bei der Volkszählung im Jahr 2020 hatte das County 46.456 Einwohner und eine Bevölkerungsdichte von 17,4 Einwohnern pro Quadratkilometer. Der Verwaltungssitz (County Seat) ist Belmont.

## Geographie
Allegany County liegt in der fruchtbaren Ebene östlich des Eriesees und besteht größtenteils aus einem hügeligen Hochland. Das County hat eine Fläche von 2679,0 Quadratkilometern, wovon 13,1 Quadratkilometer Wasserfläche sind. Wichtigster Wasserlauf ist der Genesee River, der das County von Süden nach Norden durchfließt. Die wichtigste Straßenverbindung ist der Interstate 86, der in Ost-West-Richtung verläuft.

### Umliegende Gebiete
| Wyoming County     |               | Livingston County |
| Cattaraugus County |               | Steuben County    |
|                    | McKean County | Potter County     |

## Geschichte

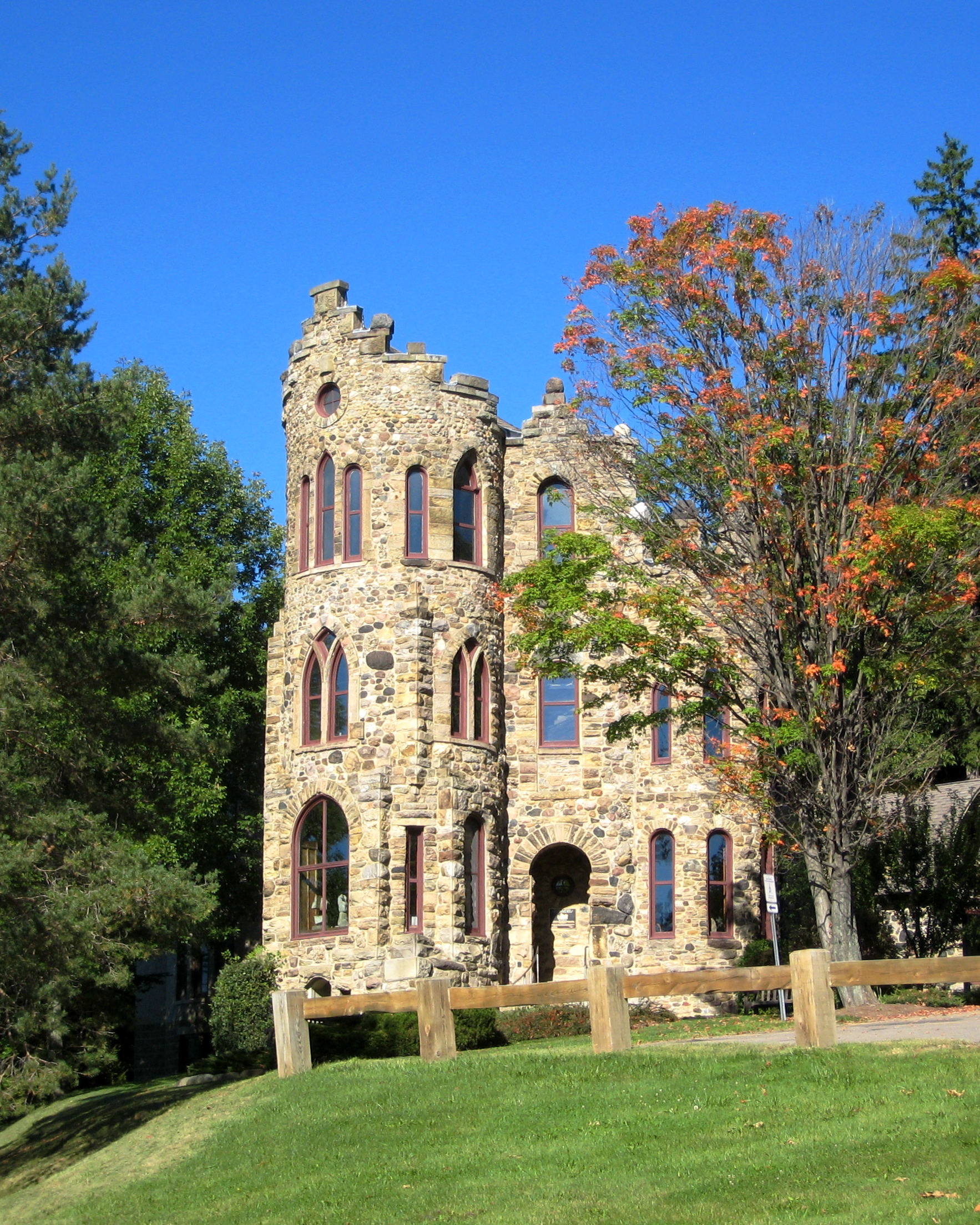
Das im National Register of Historic Places eingetragene Alfred Steinheim Museum.

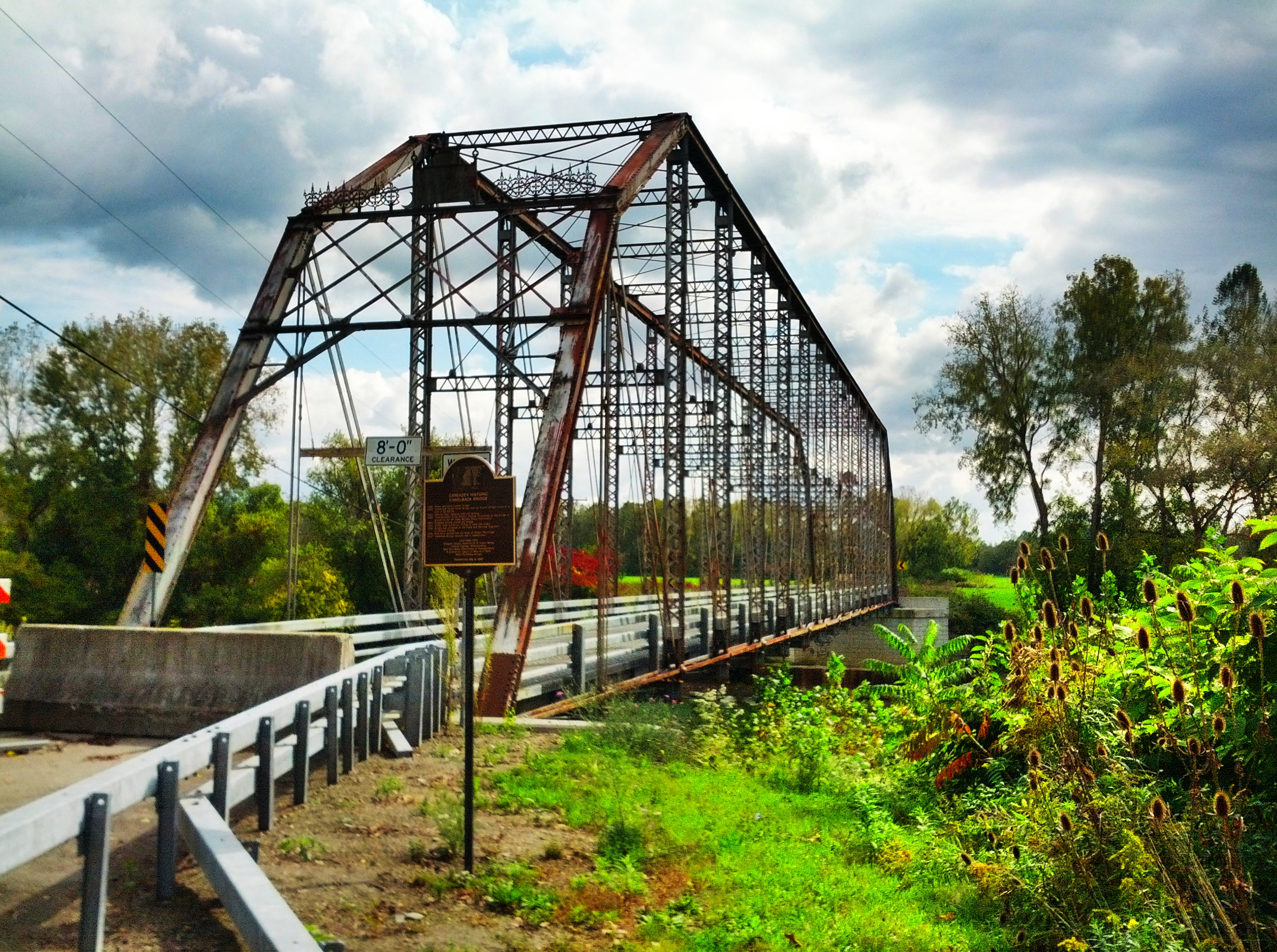
Die im National Register of Historic Places eingetragene Caneadea Bridge.

Vor der Inbesitznahme durch europäische Siedler war Allegany Teil des Siedlungsgebietes der Seneca, eines der fünf Stämme der Irokesen. Nach dem Ende des Unabhängigkeitskrieges und der 1776 und der Einigung über die Landrechte zwischen New York und Pennsylvania im Vertrag von Hartford (1786) wurde das Land als Teil des Phelps and Gorham Purchase an eine Landentwicklungs-Gesellschaft verkauft. 1788 und 1797 wurde bei zwei Treffen zwischen Indianern und Kolonisten die Landübernahme geregelt; es entstand das Caneadea-Reservat. Seine Grenzen wurden aber nicht respektiert; 1825 und 1828 wurde das Reservat in Siedlerflächen eingeteilt und verkauft; die Indianer verließen das Gebiet 1830.
Ab etwa 1800 wurde das Gebiet des heutigen Bundesstaates New York in erster Linie durch das Genesee County verwaltet, das fast die ganze Staatsfläche einnahm. Mit dem massiven Zuzug von Neusiedlern in die fruchtbaren nördlichen Ebenen an den Großen Seen wurde diese Verwaltungseinheit aber in immer kleinere Bereiche unterteilt. So wurde Allegany County am 7. April 1806 aus einem Teil des Genesee County gebildet und nach den Allegwi-Indianern benannt. Der erste Gerichtstag des Countys wurde am 2. Juni 1807 in Angelica abgehalten; am 11. März 1808 wurde der Ort dauerhaft als County Seat und damit als ständiger Gerichts- und Gefängnisstandort festgelegt. Der Bau des Gerichtsgebäudes fand allerdings erst 1819 statt. 1858 wurde dann der Verwaltungssitz des Countys zweigeteilt: Die Verwaltung wurde nach Belmont, damals Endpunkt der Erie Railroad, verlegt, der Sitz der Gerichtsbarkeit verblieb aber in Angelica. Dieser Schritt war lange Zeit umstritten; erst mit der Verlegung auch der Gerichtsbarkeit nach Belmont im Jahr 1892 wurde der Streit beigelegt. Belmont ist bis heute Sitz der Verwaltung des Countys.
Das Land wurde bereits um 1850 in erster Linie für die Milchviehwirtschaft genutzt; der Anschluss an die Zentren der Großen Seen und an die Atlantikküste durch verschiedene Bahnlinien, die das County ab etwa 1835 durchzogen, führte zu einer raschen Entwicklung der Produktion. Für 1865 wurden in Allegany County sechs Großkäsereien und mehr als 18.000 Milchkühe dokumentiert. Bis auf den heutigen Tag ist die Rinderzucht (als Fleischproduktion) und Milchviehwirtschaft wesentliche Einnahmequelle der Bewohner; daneben wird auch der Anbau von Getreide, insbesondere Mais, betrieben.
26 Bauwerke und Stätten des Countys sind im National Register of Historic Places eingetragen (Stand 17. Februar 2018).

### Einwohnerentwicklung
| Jahr      | 1800   | 1810   | 1820   | 1830   | 1840   | 1850   | 1860   | 1870   | 1880   | 1890   |
| --------- | ------ | ------ | ------ | ------ | ------ | ------ | ------ | ------ | ------ | ------ |
| Einwohner |        | 1.942  | 9.330  | 26.276 | 40.975 | 37.808 | 41.881 | 40.814 | 41.810 | 43.240 |
| Jahr      | 1900   | 1910   | 1920   | 1930   | 1940   | 1950   | 1960   | 1970   | 1980   | 1990   |
| Einwohner | 41.501 | 41.412 | 36.842 | 38.025 | 39.681 | 43.784 | 43.978 | 46.458 | 51.742 | 50.470 |
| Jahr      | 2000   | 2010   | 2020   | 2030   | 2040   | 2050   | 2060   | 2070   | 2080   | 2090   |
| Einwohner | 49.927 | 48.946 | 46.456 |        |        |        |        |        |        |        |

## Städte und Gemeinden
Zusätzlich zu den unten angeführten Towns und Reservaten existieren in Allegany County noch zehn Villages, die nicht selbstverwaltet sind, aber in den Ergebnissen der Volkszählungen eigenständig aufgeführt werden. Eine von ihnen ist der Verwaltungssitz des Countys, Belmont.
| Ortschaft               | Status      | Einwohner (2010)[km²] | Gesamte Fläche [km²] | Landfläche [km²] | Bevölkerungsdichte [Einwohner / km²] | Gründung      | Besonderheit                                        |
| ----------------------- | ----------- | --------------------- | -------------------- | ---------------- | ------------------------------------ | ------------- | --------------------------------------------------- |
| Alfred                  | Town        | 5.237                 | 81,9                 | 81,5             | 64,2                                 | 11. März 1808 |                                                     |
| Allen                   | Town        | 448                   | 94,7                 | 94,2             | 4,8                                  | 31. Jan. 1823 |                                                     |
| Alma                    | Town        | 842                   | 94,6                 | 93,8             | 9,0                                  | 23. Nov. 1854 |                                                     |
| Almond                  | Town        | 1.633                 | 118,6                | 118,4            | 13,8                                 | 16. März 1821 |                                                     |
| Amity                   | Town        | 2.308                 | 89,5                 | 82,2             | 25,9                                 | 22. Feb. 1830 |                                                     |
| Andover                 | Town        | 1.830                 | 102,3                | 102,1            | 17,9                                 | 28. Jan. 1824 |                                                     |
| Angelica                | Town        | 1.403                 | 94,4                 | 94,3             | 14,9                                 | 25. Feb. 1805 |                                                     |
| Belfast                 | Town        | 1.663                 | 94,6                 | 94,0             | 17,7                                 | 24. März 1824 | Gründungsname: Orrinsburgh                          |
| Birdsall                | Town        | 221                   | 93,4                 | 93,0             | 2,4                                  | 4. Mai 1829   |                                                     |
| Bolivar                 | Town        | 2.189                 | 92,9                 | 92,9             | 23,6                                 | 15. Feb. 1825 |                                                     |
| Burns                   | Town        | 1.180                 | 70,6                 | 70,5             | 16,7                                 | 17. März 1826 |                                                     |
| Caneadea                | Town        | 2.542                 | 94,1                 | 92,3             | 27,5                                 | 11. März 1808 |                                                     |
| Centerville             | Town        | 822                   | 91,9                 | 91,8             | 9,0                                  | 15. Jan. 1819 |                                                     |
| Clarksville             | Town        | 1.161                 | 94,0                 | 94,0             | 12,4                                 | 11. Mai 1835  |                                                     |
| Cuba                    | Town        | 3.243                 | 93,0                 | 91,0             | 35,6                                 | 4. Feb. 1822  |                                                     |
| Friendship              | Town        | 2.004                 | 93,8                 | 93,8             | 21,4                                 | 24. März 1815 |                                                     |
| Genesee                 | Town        | 1.693                 | 94,0                 | 93,9             | 18,0                                 | 16. Apr. 1830 |                                                     |
| Granger                 | Town        | 538                   | 83,0                 | 82,7             | 6,5                                  | 18. Apr. 1838 | Gründungsname: West Grove                           |
| Grove                   | Town        | 548                   | 87,3                 | 86,4             | 6,3                                  | 8. März 1827  | Gründungsname: Church Tract                         |
| Hume                    | Town        | 2.071                 | 99,3                 | 98,1             | 21,1                                 | 20. Feb. 1822 |                                                     |
| Independence            | Town        | 1.167                 | 89,3                 | 89,3             | 13,1                                 | 16. März 1821 |                                                     |
| New Hudson              | Town        | 781                   | 94,1                 | 93,7             | 8,3                                  | 10. Apr. 1825 | Gründungsname: Haight                               |
| Oil Springs Reservation | Reservation | 1                     | 1,6                  | 1,5              | 0,7                                  |               | liegt grenzübergreifend z. T. in Cattaraugus County |
| Rushford                | Town        | 1.150                 | 93,5                 | 91,4             | 12,6                                 | 8. März 1816  |                                                     |
| Scio                    | Town        | 1.833                 | 91,5                 | 91,4             | 20,1                                 | 31. Jan. 1823 |                                                     |
| Ward                    | Town        | 368                   | 75,6                 | 75,6             | 4,9                                  | 21. Nov. 1856 |                                                     |
| Wellsville              | Town        | 7.397                 | 95,0                 | 94,9             | 77,9                                 | 22. Nov. 1855 |                                                     |
| West Almond             | Town        | 334                   | 93,5                 | 93,2             | 3,6                                  | 15. Apr. 1833 |                                                     |
| Willing                 | Town        | 1.228                 | 93,9                 | 93,9             | 13,1                                 | 19. Nov. 1851 |                                                     |
| Wirt                    | Town        | 1.111                 | 93,2                 | 93,1             | 11,9                                 | 12. Apr. 1838 |                                                     |